# Denkard
Le Denkard (ou Dēnkart), signifiant Actes de Religion, est un recueil de textes du zoroastrisme du Xe siècle. Plutôt qu'un ensemble d'écrits religieux, les neuf livres du texte constituent des commentaires encyclopédiques sur la religion. L'auteur est Aturpât-i Êmêtân.
C'est l'édition d'un texte partiellement perdu écrit au IXe siècle par Ādurfarnbag ī Farroxzādān.

### Texte
- Aturpât-i Êmêtân, Denkard, Acts of Religion, trad. Ratanshah E. Kohiyar, 1876 (A ninth century encyclopedia of the Zoroastrian religion). Le Dēnkard en anglais
- Le troisième livre du Dēnkart, trad. P. de Menasce, Travaux de l’Institut d’Études Iraniennes 5, Paris, 1973.
- Le cinquième livre du Denkard, trad. Jaleh Amouzgar et Ahmad Tafazzuli, Peeters, 2000, 171 p.
- trad. du sixième livre en anglais : Shaul Shaked, The wisdom of the Sasanian sages (Dênkard VI), Boulder, Westview Press, 1979.

### Études
- Père Jean de Menasce, Une encyclopédie mazdéenne, le Dēnkart, Paris, PUF, Bibliothèque de l'Ecole Pratique des Hautes Etudes, 1958, 117 p.
- Marijan Molé, Culte, mythe et cosmologie dans l’Iran ancien, Paris, 1963.
- Shaul Shaked, “Esoteric Trends in Zoroastrianism”, The Israel Academy of Sciences and Humanities Proceedings, 3/7, 1969, p. 175-221.